# Col·lecció d'Art Xinès de Damià Mateu
La col·lecció d'art xinès de Damià Mateu és una col·lecció d'art xinès reunida entre els anys 1930 i 1935 pel magnat Damià Mateu i Bisa. Va estar dipositada al Museu de les Arts Decoratives de Barcelona, a Pedralbes, durant uns anys i reclamada pels seus propietaris posteriorment.

## Antecedents
L'interès europeu per l'art xinès va anar adquirint importància a partir del segle xvii, amb l'estil denominat chinoiserie però per diversos motius la presència de l'art xinès en les sales d'art a Catalunya va ser molt escassa. Al darrer terç del s.XIX, personatges com Eduard Toda i Güell, Víctor Balaguer i Cirera, Francisco Abellá o Juan Mencarini, que van dedicar-se a la compra, la venda, la distribució i l'intercanvi d'obres d'art, moneda i altres objectes procedents de la Xina.

## Història
Damià Mateu, a l'edat de 65 anys, va voler dedicar-se al col·leccionisme d'art i, adonant-se de la inexistència a Barcelona d'un Museu d'Art Oriental de la categoria d'altres ciutats del món, va començar a adquirir peces artístiques entre les quals destacà el seu fons d'art xinès. A partir del 1930, en cinc anys, va reunir una important col·lecció que durant molts anys, després de la Guerra Civil, va ser desconeguda per al gran públic, malgrat ser Damià Mateu un dels grans col·leccionistes d'art de Catalunya. El "Museu d'Art Xinès" era com es denominava, informalment, el conjunt de Sales de la Col·lecció d'Art Xinès al Museu de les Arts Decoratives. El dipòsit va ser ofert el 22 de juliol de 1932 i “inaugurat “ de nou, després de l'ampliació, el 17 de febrer de 1935. La col·lecció comprenia peces des de la dinastia Han fins a la Qing, i hi destacaven els bronzes, la petita estatuària i la ceràmica (terracotes, gres, porcellana blanca de Fujian). En reconeixement, va ser nomenant membre de la Junta de Museus.
La creació de la seva col·lecció d'art asiàtic el va obligar a dependre dels agents artístics més que en el cas d'altres del seus reculls. Les fonts de les seves adquisicions van ser de dos tipus: les comprades a antiquaris generalistes d'àmbit local i que solien ser peces dels segles xvii i XIX i les adquirides a especialistes en el mercat europeu que corresponien a obres considerades més rares. Per aquest motiu va recórrer a Josep Porta Galobart que tenia coneixements de l'art oriental, al qual li va comprar la seva col·lecció per no poder comprar-la la Junta de Museus, a Josep Gibert que va fer tasques de catalogació i Joaquim Folch i Torres, que també va assessorar Francesc Cambó. Va fer tractes amb Juan Fabié Oliver, director del museu Víctor Balaguer, Pedro López, antiquari madrileny, Ismael Milà, Guillem Puig, l'italià Hercole Sestieri i el francès J. Sabatier. Tot fa indicar que la negociació d'un important lot de G. Heliot (amb l'intermediari italià Tamagno) no va reixir. Mateu fou un dels mecenes que va deixar en dipòsit les seves obres al Museu de les Arts Decoratives de Pedralbes que li va cedir les sales VI, VII, vestíbul, VIII i IX. La secció artística absent va ser la de pintura.
Amb l'entrada de les tropes franquistes a Barcelona i un cop acabada la guerra civil, la família va reclamar les obres del museu i, actualment, a causa de la dispersió de les peces, el fons és molt reduït.
Arran dels 150 anys del naixement de Damià Mateu el Museu del Castell de Peralada va organitzar una exposició-homenatge inaugurada el maig de 2014 i instal·lada a la biblioteca, on s'exhibia una petita mostra d'art xinès.